# August (Sachsen-Weißenfels)

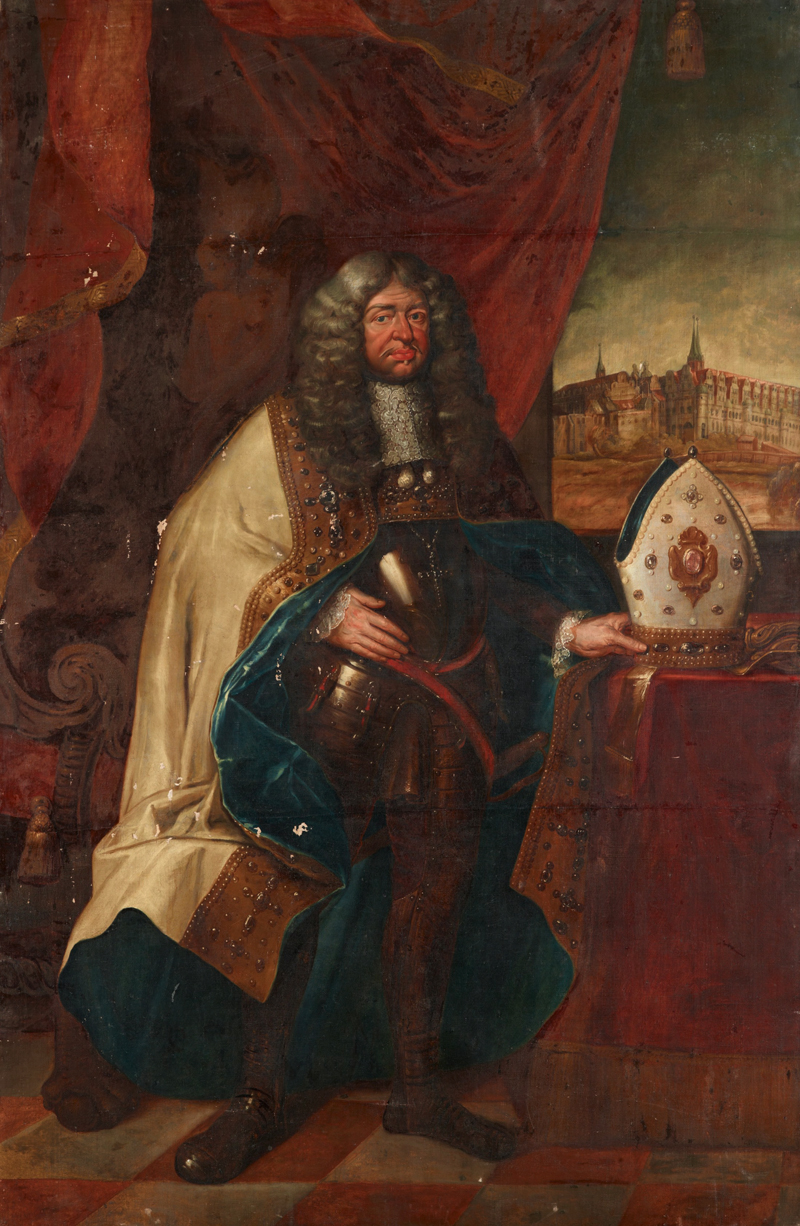
August von Sachsen-Weißenfels als Fürsterzbischof von Magdeburg mit Mitra und im Harnisch vor seiner halleschen Residenz (Ausschnitt), unbekannter Meister, um 1675, Öl auf Leinwand

August von Sachsen-Weißenfels (* 13. August 1614 in Dresden; † 4. Juni 1680 in Halle) war der erste Herzog der kursächsischen Sekundogenitur Sachsen-Weißenfels und Fürst von Sachsen-Querfurt sowie letzter Administrator des Erzstiftes Magdeburg. Er begründete eine Seitenlinie der albertinischen Wettiner, die Herzöge von Sachsen-Weißenfels.

## Familie
Herzog August war der zweite Sohn des Kurfürsten Johann Georg I. von Sachsen, von dessen zweiter Ehefrau Magdalena Sibylle von Preußen, einer Tochter des Markgrafen Albrecht Friedrich von Preußen. Seine Geschwister waren die Herzöge Moritz von Sachsen-Zeitz und Christian von Sachsen-Merseburg, der Kurfürst Johann Georg II. von Sachsen, die Herzoginnen Maria Elisabeth, die Ehefrau des Herzogs Friedrich III. von Schleswig-Holstein-Gottorf und Magdalena Sibylle, die Ehefrau des Herzogs Friedrich Wilhelm II. von Sachsen-Altenburg.

## Literatur

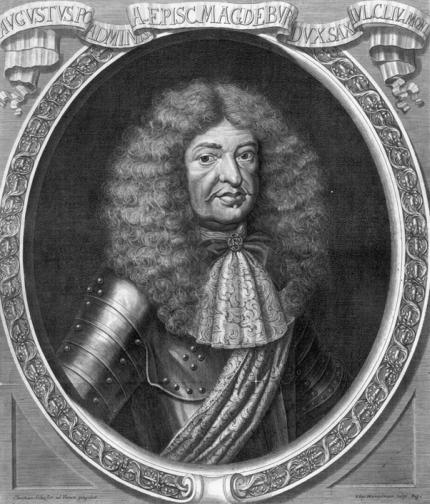
August von Sachsen-Weißenfels

## Leben

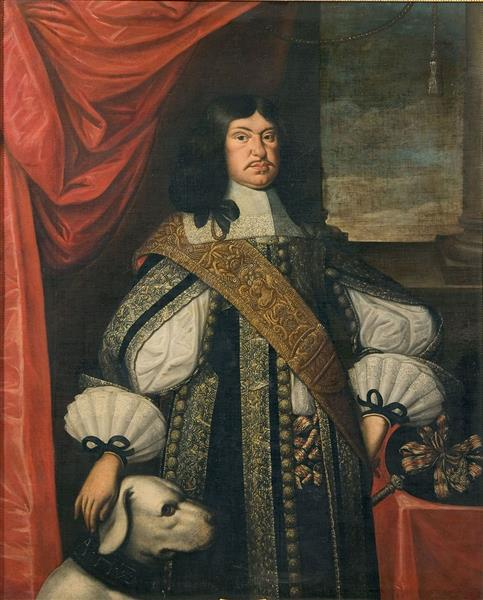
August von Sachsen-Weißenfels

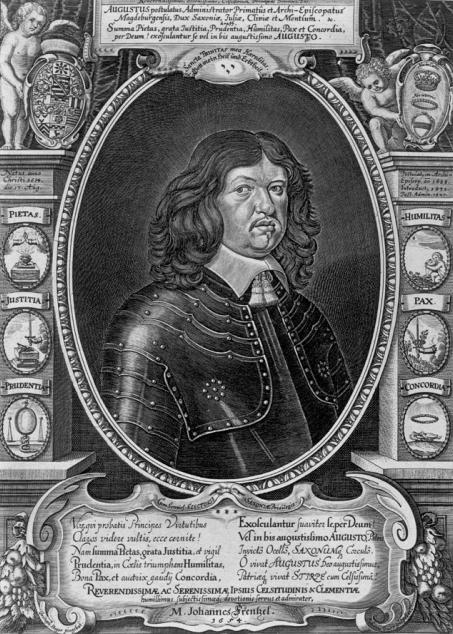
August von Sachsen-Weißenfels, gestochen von Johann Dürr nach Christoph Steger

Mit 13 Jahren wurde Herzog August am 23. Januar 1628 durch das Domkapitel Magdeburg zum Administrator gewählt, um den bisherigen Administrator Christian Wilhelm von Brandenburg zu ersetzen. Zu diesem Zeitpunkt war August dort bereits drei Jahre Koadjutor. Sein Amt als Administrator konnte er aber zunächst nicht antreten, da der durch den Papst und den Kaiser unterstützte Mitbewerber Leopold Wilhelm von Österreich, der das Erzstift dem Katholizismus zurückführen sollte, nach der Eroberung von Magdeburg im Jahre 1631 auch den Titel eines Erzbischofs erhielt. Leopold Wilhelm übte das Amt aber infolge der unmittelbar darauf erfolgenden schwedischen Besetzung des Erzstiftes faktisch nie aus. Im Prager Frieden konnte Kursachsen das Erzstift für August zurückgewinnen. Aber erst als sich die schwedischen Truppen 1638 aus seiner Residenzstadt Halle zurückzogen, konnte er am 18. Oktober desselben Jahres endlich in sein Amt eingeführt werden. Abgesichert durch ein Neutralitätsabkommen mit Torstensson konnte sich Herzog August schließlich auch am 31. Dezember 1642 dauernd in Halle niederlassen. Dies war der Beginn eines veritablen Aufschwungs der Stadt zu einem höfischen Zentrum.
Mit der Zeit wirkten am Hofe Herzog Augusts unter anderem David Elias Heidenreich, die Kapellmeister Philipp Stolle, David Pohle und Johann Philipp Krieger, der Organist Christian Ritter, der Schriftsteller Johann Beer.
1643 wurde Herzog August durch Fürst Ludwig I. von Anhalt-Köthen in die Fruchtbringende Gesellschaft aufgenommen. Er verlieh ihm den Gesellschaftsnamen der Wohlgeratene und das Motto in Güte tugendhaft. Als Emblem wurde ihm die Wurzel Bibernell zugedacht. Im Köthener Gesellschaftsbuch findet sich sein Eintrag unter der Nr. 402. Dort ist auch das Reimgesetz verzeichnet, das er anlässlich seiner Aufnahme verfasste:
Die wurtzel Bibernel in güte tugendhaft
Den Stein’ und Waßersucht ist alzu wol gerathen
Drumb Wolgerahten ich von solcher tugend kraft
Genennet worden bin: Man kommen sol Zu statten
Gemeinen nutzen wol: Ja wo die Tugend haft
Aldar thun sich herfür die hochgewünschte thaten:
Die wolgerahtne frucht wird gültig vorgebracht,
Weil tugend übertrift in allem bloße macht.
Am 15. Juli 1667 trugen die Söhne Herzogs Wilhelm IV. von Sachsen-Weimar fünf Jahre nach dessen Tod Herzog August die Präsidentschaft der Fruchtbringende Gesellschaft an. Er nahm dieses Amt an, obwohl er sich weder als Künstler noch Wissenschaftler betätigte. Als kunstliebender Mäzen förderte er jedoch an seinem Hof die Pflege von Musik und Theater. Unter seiner Leitung wandelte sich die Fruchtbringende Gesellschaft immer mehr zu einem höfischen Orden mit reinen Repräsentationsaufgaben. Durch seine Prachtliebe und Verschwendung legte er den Grund zu der tiefen Verschuldung seiner Nachkommen.
Durch die Erfüllung des väterlichen Testaments von 1652 und die Erbvergleiche mit seinen Brüdern konnte Herzog August seinen Herrschaftsbereich innerhalb der kursächsischen Erblande sichern und vergrößern. Dabei ist besonders der Vergleich vom 22. April 1657 und der Zugewinn der Herrschaft Barby, die er später seinem Sohn Heinrich und dessen Erben überließ, sowie das Gebiet um Querfurt zu erwähnen.

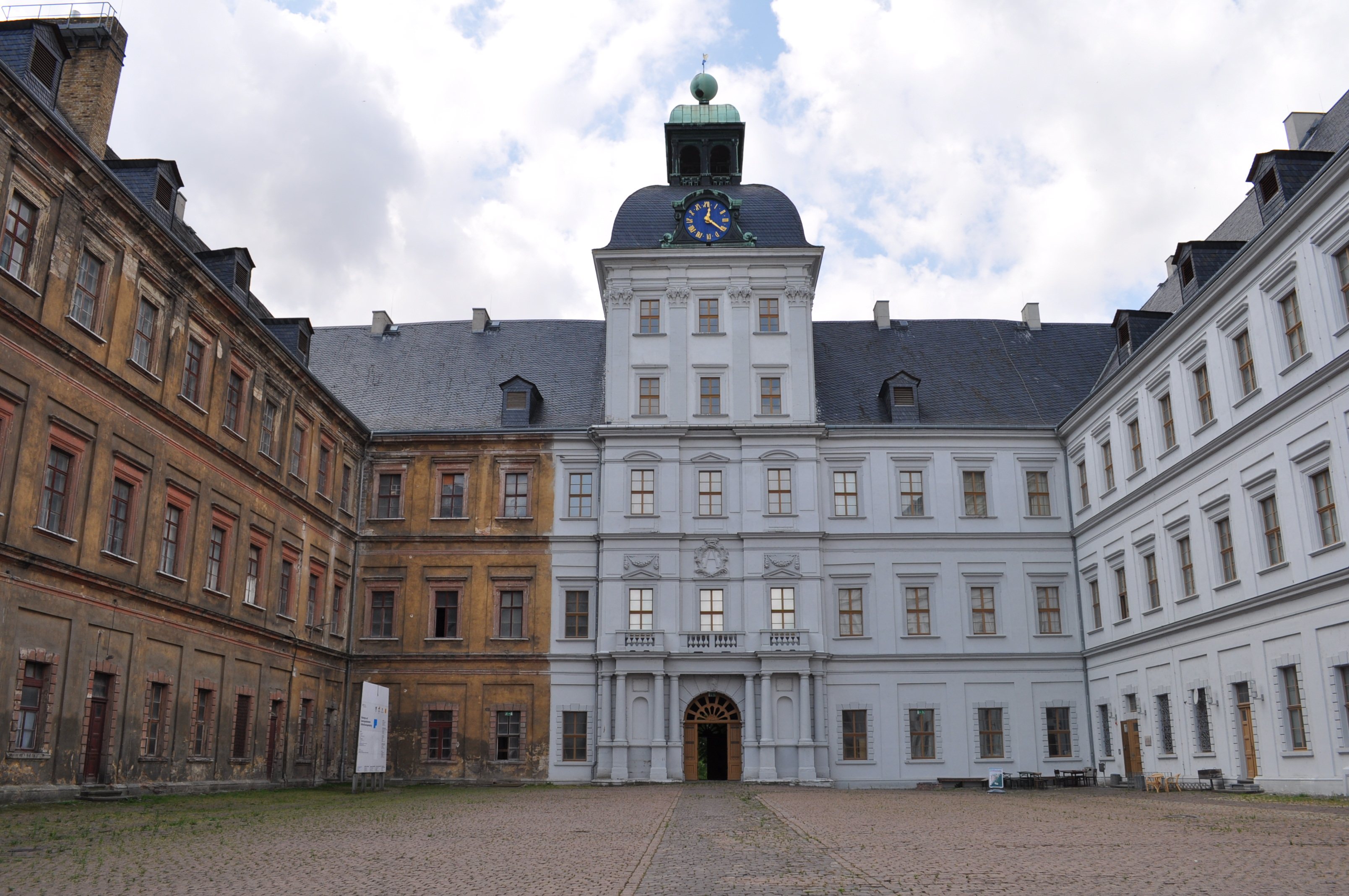
Schloss Neu-Augustusburg

Am 25. Juli 1660 erfolgte die Grundsteinlegung für Augusts Schloss Neu-Augustusburg in Weißenfels. Diese geschah auf dem Burgberg an der Stelle, an der sich die von den Schweden verwüstete Burg befunden hatte. Mit Ende des Krieges und dem damit verbundenen Westfälischen Frieden 1648 erwarb sich das Kurfürstentum Brandenburg allerdings den Anspruch auf den weltlichen Besitz des Erzbistums, das Erzstift Magdeburg als künftiges Herzogtum Magdeburg, zu dem auch die Stadt Halle gehörte, wo August in der Neuen Residenz wohnte. Der Anspruch sollte eingefordert werden sobald August als letzter Administrator des Erzbistums Magdeburg stürbe. Es wird daher vermutet, dass Herzog August das Weißenfelser Schloss Neu-Augustusburg für seinen Sohn Johann Adolf I. bauen ließ, da dieser auf die Sekundogenitur des Herzogtums Sachsen-Weißenfels beschränkt sein würde.
Im Alter von 65 Jahren starb August von Sachsen-Weißenfels am 4. Juni 1680 in Halle.

## Ehe und Nachkommen
Seine erste Ehe schloss er am 23. November 1647 in Schwerin mit Anna Maria von Mecklenburg-Schwerin, der Tochter Herzog Adolf Friedrichs I. von Mecklenburg-Schwerin aus dessen erster Ehe mit Anna Maria von Ostfriesland, Tochter des Grafen Enno III. von Ostfriesland.
Mit seiner ersten Gemahlin hatte er folgende Kinder:
- Magdalena Sybille (1648–1681), Prinzessin von Sachsen-Weißenfels ⚭ Friedrich I., Herzog von Sachsen-Gotha-Altenburg
- Johann Adolf I. (1649–1697), Herzog von Sachsen-Weißenfels-Querfurt ⚭ (I) Johanna Magdalena von Sachsen-Altenburg und ⚭ (II) Christina Wilhelmina von Bünau
- August (1650–1674), Prinz von Sachsen-Weißenfels und Dompropst zu Magdeburg ⚭ Charlotte von Hessen-Eschwege
- Christian (1652–1689), Prinz von Sachsen-Weißenfels und Generalfeldmarschall der kursächsischen Armee
- Anne Marie (* 28. Februar 1653 in Halle; † 17. Februar 1671 ebenda), Prinzessin von Sachsen-Weißenfels
- Sophia (1654–1724), Prinzessin von Sachsen-Weißenfels ⚭ Karl Wilhelm, Fürst von Anhalt-Zerbst
- Katharina (* 12. September 1655 in Halle; † 21. April 1663 ebenda), Prinzessin von Sachsen-Weißenfels
- Christine (* 25. August 1656 in Halle; † 27. April 1698 in Eutin), Prinzessin von Sachsen-Weißenfels ⚭ August Friedrich, Prinz von Holstein-Gottorf und Fürstbischof von Lübeck
- Heinrich (1657–1728), Herzog von Sachsen-Weißenfels-Barby und Dompropst zu Magdeburg ⚭ Elisabeth Albertine von Anhalt-Dessau
- Albrecht (1659–1692), Prinz von Sachsen-Weißenfels ⚭ Christiana Theresia von Löwenstein-Wertheim-Rochefort
- Elisabeth (* 25. August 1660 in Halle; † 11. Mai 1663 ebenda), Prinzessin von Sachsen-Weißenfels
- Dorothea (* 17. Dezember 1662 in Halle; † 12. Mai 1663 ebenda), Prinzessin von Sachsen-Weißenfels

Nach dem Tod seiner ersten Frau am 11. Dezember 1669 heiratete er ein zweites Mal am 29. Januar 1672 zu Halle Johanna Walpurgis von Leiningen-Westerburg, die Tochter Georg Wilhelms, Graf von Leiningen-Westerburg aus dessen Ehe mit Sophie Elisabeth zur Lippe-Detmold.
Mit seiner zweiten Gemahlin hatte er folgende Kinder:
- Friedrich (1673–1715), Herzog von Sachsen-Weißenfels-Dahme ⚭ Emilie Agnes Reuß zu Schleiz
- Moritz (* 5. Januar 1676 in Halle; † 12. September 1695 in Szeged), Prinz von Sachsen-Weißenfels
- totgeborener Sohn (*/† 1679)

## Vorfahren
| Ahnentafel August von Sachsen-Weißenfels | Ahnentafel August von Sachsen-Weißenfels                                                          | Ahnentafel August von Sachsen-Weißenfels                                                          | Ahnentafel August von Sachsen-Weißenfels                                                            | Ahnentafel August von Sachsen-Weißenfels                                                            | Ahnentafel August von Sachsen-Weißenfels                                                                  | Ahnentafel August von Sachsen-Weißenfels                                                                  | Ahnentafel August von Sachsen-Weißenfels                                                                  | Ahnentafel August von Sachsen-Weißenfels                                                                  |
| ---------------------------------------- | ------------------------------------------------------------------------------------------------- | ------------------------------------------------------------------------------------------------- | --------------------------------------------------------------------------------------------------- | --------------------------------------------------------------------------------------------------- | --- | --- | --- | --- |
| Ururgroßeltern                           | Herzog Heinrich der Fromme (1473–1541) ⚭ 1512 Katharina von Mecklenburg (1487–1561)               | König Christian III. (1503–1559) ⚭ 1525 Dorothea von Sachsen-Lauenburg (1511–1571)                | Kurfürst Joachim II. (1505–1571) ⚭ 1524 Magdalene von Sachsen (1507–1534)                           | Herzog Georg von Brandenburg-Ansbach (1484–1543) ⚭ 1525 Hedwig von Münsterberg-Oels (1508–1531)     | Markgraf Friedrich II. von Brandenburg (1460–1536) ⚭ 1479 Sofia Jagiellonka (1464–1512)                   | Fürst Erich I. (1470–1540) ⚭ 1525 Elisabeth von Brandenburg (1510–1558)                                   | Herzog Johann von Jülich-Kleve-Berg (1490–1539) ⚭ 1510 Maria von Jülich-Berg (1491–1543)                  | Kaiser Ferdinand I. (1503–1564) ⚭ 1521 Anna von Böhmen und Ungarn (1503–1547)                             |
| Urgroßeltern                             | Kurfürst August von Sachsen (1526–1586) ⚭ 1548 Anna von Dänemark (1532–1585)                      | Kurfürst August von Sachsen (1526–1586) ⚭ 1548 Anna von Dänemark (1532–1585)                      | Kurfürst Johann Georg von Brandenburg (1525–1598) ⚭ 1548 Sabina von Brandenburg-Ansbach (1529–1575) | Kurfürst Johann Georg von Brandenburg (1525–1598) ⚭ 1548 Sabina von Brandenburg-Ansbach (1529–1575) | Herzog Albrecht von Preußen (1490–1568) ⚭ 1550 Anna Maria von Braunschweig (1532–1568)                    | Herzog Albrecht von Preußen (1490–1568) ⚭ 1550 Anna Maria von Braunschweig (1532–1568)                    | Herzog Wilhelm V. (1516–1592) ⚭ 1546 Maria von Österreich (1531–1581)                                     | Herzog Wilhelm V. (1516–1592) ⚭ 1546 Maria von Österreich (1531–1581)                                     |
| Großeltern                               | Kurfürst Christian I. von Sachsen (1560–1591) ⚭ 1582 Sophie von Brandenburg (1568–1622)           | Kurfürst Christian I. von Sachsen (1560–1591) ⚭ 1582 Sophie von Brandenburg (1568–1622)           | Kurfürst Christian I. von Sachsen (1560–1591) ⚭ 1582 Sophie von Brandenburg (1568–1622)             | Kurfürst Christian I. von Sachsen (1560–1591) ⚭ 1582 Sophie von Brandenburg (1568–1622)             | Herzog Albrecht Friedrich von Preußen (1553–1618) ⚭ 1573 Marie Eleonore von Jülich-Kleve-Berg (1550–1608) | Herzog Albrecht Friedrich von Preußen (1553–1618) ⚭ 1573 Marie Eleonore von Jülich-Kleve-Berg (1550–1608) | Herzog Albrecht Friedrich von Preußen (1553–1618) ⚭ 1573 Marie Eleonore von Jülich-Kleve-Berg (1550–1608) | Herzog Albrecht Friedrich von Preußen (1553–1618) ⚭ 1573 Marie Eleonore von Jülich-Kleve-Berg (1550–1608) |
| Eltern                                   | Kurfürst Johann Georg I. von Sachsen (1585–1656) ⚭ 1607 Magdalena Sibylle von Preußen (1586–1659) | Kurfürst Johann Georg I. von Sachsen (1585–1656) ⚭ 1607 Magdalena Sibylle von Preußen (1586–1659) | Kurfürst Johann Georg I. von Sachsen (1585–1656) ⚭ 1607 Magdalena Sibylle von Preußen (1586–1659)   | Kurfürst Johann Georg I. von Sachsen (1585–1656) ⚭ 1607 Magdalena Sibylle von Preußen (1586–1659)   | Kurfürst Johann Georg I. von Sachsen (1585–1656) ⚭ 1607 Magdalena Sibylle von Preußen (1586–1659)         | Kurfürst Johann Georg I. von Sachsen (1585–1656) ⚭ 1607 Magdalena Sibylle von Preußen (1586–1659)         | Kurfürst Johann Georg I. von Sachsen (1585–1656) ⚭ 1607 Magdalena Sibylle von Preußen (1586–1659)         | Kurfürst Johann Georg I. von Sachsen (1585–1656) ⚭ 1607 Magdalena Sibylle von Preußen (1586–1659)         |
| August von Sachsen-Weißenfels            |                                                                                                   |                                                                                                   | | | | | | |